# Cascada Kegon
La cascada Kegon, (en japonès, 华 厳 滝, kegon no taki) és una gran caiguda d'aigua permanent del Japó que es troba al llac Chuzenji (la font del riu Oshiri), dins el Parc Nacional Nikko, a la ciutat de Nikko, a la prefectura de Tochigi. La cascada, amb 97 m d'alçada, és una de les tres cascades més boniques del Japó (les altres dues són les cascada Nachi i la cascada Fukuroda).
La cascada es va formar fa uns 20.000 anys quan el riu Daiya va ser desviat pels fluxos de lava del volcà Nantai. Altres dotze cascades més petites estan situades darrere i als costats de la cascada Kegon.fluint L'aigua flueix a través de nombroses esquerdes entre la muntanya i els fluxos de lava.
A la tardor, el trànsit a la carretera de Nikko a Chuzenji de vegades pot alentir a causa de l'afluència de visitants que acudeixen a veure els colors de tardor.
Les cascada Kegon té mala fama perquè s'hi van produeir alguns suïcidis, especialment entre la joventut.

## Suïcidis

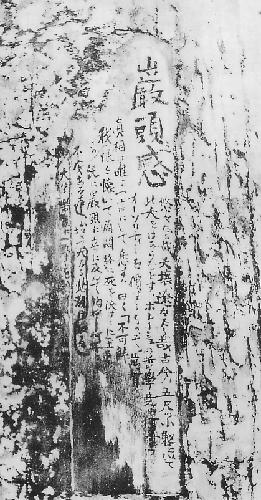
Poema de comiat de Fujimura Misao.

Misao Fujimura (1886 - 22 maig de 1903) un estudiant de filosofia i poeta japonès, és molt reconegut pel seu poema de comiat escrit directament al tronc d'un arbre abans de suïcidar-se saltant des de la cascada Kegon. La història va ser aviat recollida en forma sensacionalista als diaris de l'època i va ser comentada pel famós escriptor Natsume Sōseki. Això va fer que la pintoresca cascada es convertís en un lloc conegut pels amants i joves desesperats per suïcidar-se (Efecte Werther).